# La Famille Pelayo
Pour les articles homonymes, voir Pelayo (homonymie).
Pour plus de détails, voir Fiche technique et Distribution.
La Famille Pelayo (The Pelayos) est un film de gangsters espagnol coécrit et réalisé par Eduard Cortés, sorti en 2012.

## Synopsis
Dans les années 1990 à Torrelodones, Gonzalo García Pelayo (es) (Homar) écume les tables de roulette du casino et met au point une martingale pour gagner. Son fils Iván (Brühl), puis sa fille, et quelques neveux, entrent tour à tour dans le combine, qui s'étend aux casinos européens puis de Las Vegas...

## Fiche technique
- Titre original : The Pelayos
- Titre français : La Famille Pelayo
- Titre québécois :

- Réalisation : Eduard Cortés
- Scénario : Eduard Cortés et Piti Español
- Direction artistique : Balter Gallart
- Décors :
- Costumes :
- Photographie : David Omedes
- Son :
- Montage : Koldo Idígoras
- Musique : Micka Luna

- Production :
- Société(s) de production : Alea Docs & Films, Bausan Films, Canal+ España, Institut català de les indústries culturals, TVE et TV3
- Société(s) de distribution :
- Budget :
- Pays d’origine :  Espagne
- Langue : Espagnol

- Format : Couleurs - 35mm - 2.35:1 -  Son Dolby numérique
- Genre cinématographique : Film de gangsters
- Durée : 90 minutes
- Date de sortie : 
  - 2012

## Distribution
- Daniel Brühl : Iván Pelayo
- Blanca Suárez : Ingrid
- Lluís Homar : Gonzalo García-Pelayo
- Miguel Ángel Silvestre : Alfredo
- Marina Salas : Vanessa
- Eduard Fernández : « La Bestia »
- Vicente Romero : Balón
- Oriol Vila : Marcos